# Col du Bonhomme (Vogezen)
De Col du Bonhomme is een bergpas over de Vogezen in Frankrijk. De route over de bergpas, de D415, verbindt Fraize in het westen met Lapoutroie in het oosten. Op de pashoogte kruist de Route des Crêtes de D415.
De Col du Bonhomme was één keer opgenomen in het parcours van wielerkoers Ronde van Frankrijk. In 1949 passeerde de Italiaan Fausto Coppi als eerste de top.